# Список вінців на Венері
Вінці на Венері — це вінцеві структури розміром від 150 до 600 км, вперше виявлені АМС «Венера-15» та «Венера-16». Вони дуже несхожі на кільцеві структури Марса, Меркурія і Місяця і є результатом активності надр планети. Вінці Венери названі жіночими іменами, оскільки з усіх великих і давно відомих планет тільки Венера носить жіноче ім'я. Причому, це здебільшого імена богинь землеробства і родючості:15. Назва складається зі слова «вінець» і його назви в родовому відмінку, наприклад, «вінець Деметри».

## Список вінців
| Українська назва      | Латинська назва       | Зображення | Діаметр (км) | Широта центру | Довгота центру | Епонім                                                                | Затверждено (рік) |
| --------------------- | --------------------- | ---------- | ------------ | ------------- | -------------- | --------------------------------------------------------------------- | ----------------- |
| Вінець Анахіт         | Anahit Corona         |            | 324          | 77,1          | 277,3          | Анахіт, богиня родючості у вірмен                                     | 1985              |
| Вінець Артеміди       | Artemis Corona        |            | 2600         | -35           | 135            | Артеміда, богиня родючості у греків, назва пішла від каньону Артеміди | 1994              |
| Вінець Атаенсік       | Atahensik Corona      |            | 700          | -19           | 170            | Атаенсік, богиня родючості в гуронів та ірокезів                      | 1997              |
| Вінець Атете          | Atete Corona          |            | 600          | -16           | 243,5          | Атете, богиня родючості в оромо                                       | 1994              |
| Вінець Байви          | Beiwe Corona          |            | 600          | 52,6          | 306,5          | Байва, богиня родючості в саамів                                      | 1994              |
| Вінець Бачуе          | Bachue Corona         |            | 463          | 73,3          | 261,4          | Бачуе, богиня землеробства у чибча-муїсків                            | 1985              |
| Вінець Вакуни         | Vacuna Corona         |            | 448          | 60,4          | 96             | Вакуна, богиня землеробства в сабінів                                 | 1985              |
| Вінець Деметри        | Demeter Corona        |            | 560          | 53,9          | 294,8          | Деметра, богиня родючості в греків                                    | 1985              |
| Вінець Дунне-Мусун    | Dunne-Musun Corona    |            | 630          | -60           | 85             | Дунне-Мусун, богиня землі в евенків                                   | 1997              |
| Вінець Кецальпетлатль | Quetzalpetlatl Corona |            | 780          | -68           | 357            | Кецальпетлатль, богиня родючості в ацтеків                            | 1991              |
| Вінець Коатлікуе      | Coatlicue Corona      |            | 199          | 63,2          | 273            | Коатлікуе, богиня землеробства в ацтеків                              | 1985              |
| Вінець Марам          | Maram Corona          |            | 600          | -7,5          | 221,5          | Марам, богиня родючості в оромо                                       | 1994              |
| Вінець Найтінгейл     | Nightingale Corona    |            | 471          | 63,6          | 129,5          | Флоренс Найтінгейл, сестра милосердя                                  | 1985              |
| Вінець Нінмах         | Ninmah Corona         |            | 700          | 16,5          | 49             | Нінмах, богиня-мати у шумеро-аккадській міфології                     | 2003              |
| Вінець Отау           | Otau Corona           |            | 172          | 67,8          | 298,7          | Отау, богиня родючості у біні                                         | 1985              |
| Вінець Фотла          | Fotla Corona          |            | 150          | -58,5         | 163,5          | Фотла, богиня родючості у кельтській міфології                        | 1994              |